# Ельдорадо (фільм, 1921)
«Ельдорадо» (англ. Eldorado) — німий чорно-білій французький художній фільм Марселя Л'Ерб'є 1921 року.

## Сюжет
Багатій зваблює танцюристку Сибіллу і залишає її з дитиною. Танцюристка йде на шантаж, погрожуючи зганьбити коханця. Багатій божеволіє. Дочка багатія просить танцюристку залишити їй дитину на виховання. Танцюристка погоджується і, не бажаючи стояти на шляху сина до щастя і багатства, заколює себе під час танцю в кабаре «Ельдорадо».

## У ролях
- Єва Франсіс — Сибілла
- Філіпп Еріа — Жоао
- Марсель Прадо
- Жак Катлен
- Клер Прелья
- Жорж Поле
- Едіт Ріал
- Макс Дартіні
- Джин Беранжер
- Мішель Дюран

## Художні особливості
У фільмі режисер робить наголос на зорові асоціації з живописом Гойї, Веласкеса і Рібера. У процесі зйомок широко застосовувалися завуальовані кадри, оптичні деформації, контражур.
Багато критиків, вказували Л'Ерб'є на погану операторську роботу. У запалі дискусій Л'Ерб'є кинув крилату фразу про те, що напрямок, до якого належить «Ельдорадо», є «авангардом» французького і світового кіно. Так вперше з'явився термін, який невдовзі став синонімом всіх експериментальних фільмів.
Леон Муссінак писав про «Ельдорадо»: «Форма цієї картини за умови звільнення її від манірності, від занадто навмисною і явної технічної віртуозності може покласти початок новому „стилю“».